# 더 우쵸우텐 호텔
《더 우쵸우텐 호텔》(일본어: THE 有頂天ホテル, 영어: The Wow-Choten Hotel)는 2006년 1월 14일 개봉한 일본 영화이다. 미타니 코키 감독이 각본, 연출을 맡은 영화로, 일본에서의 흥행수익은 60.8억엔.
캐치프레이즈는 〈"최악의 섣달 그믐 날에 일어난 최고의 기적, 최악의 섣달 그믐 날은 최고의 기적의 시작이었다."〉

## 출연진

### 호텔 직원
- 야쿠쇼 코지 - 완벽한 부지배인/신도 헤이키치 역
- 마츠 다카코 - 의원의 전애인이자, 현재는 객실 담당/타케모토 하나 역
- 카토리 싱고 - 노래를 사랑하는 벨보이/타다노 켄지 역
- 이토 시로 -  덜렁한 총지배인/나카이 켄이치 역
- 토다 케이코 - 부지점장/야베 토키코 역
- 나마세 카츠히사 - 수상한 요식부 지배인/세오 타카시 역
- 카비라 지에이 - 웨이터/탄게 역
- 오다기리 조 - 붓의 달인 필경 담당/우콘 역
- 호리우치 케이코 - 객식 담당/노마 마츠코 역
- 이시이 마사노리 - 호텔 탐정/쿠로도 역
- 후와 만사쿠 - 리넨 담당/모리 역

### 고객(객실 손님)
- 사토 코이치 - 한물간 부패 국회의원/무토다 카츠토시 역
- 아사노 카즈유키 - 의원의 비서/짐보 마모루 역
- 시노하라 료코 - 신출귀몰의 콜걸/요코 역
- 하라다 미에코 - 부 매니저의 전 아내/홋타 유미 역
- 카도노 타쿠조 - 홋타 유미의 현 남편, 맨 오브 더 이어 수상자/훗타 마모루 역
- 츠가와 마사히코 - 사고를 당한 백만장자/반도 켄지 역
- 콘도 요시마사 - 반도 나오마사 역
- 아소 구미코 - 수수께끼의 승무원/오하라 나오미 역
- 야지마 겐이치 - 한 업계 단체의 위원장/아라이 역
- 이토 마사유키 - 한 업계 단체의 부위원장/이부 역
- 이케타니 노부에 - 호텔의 헬스 클럽에서 의류를 훔친 여자/카자마 레이코 역
- 오오시마 모리타츠 스도우상 역
- 호카리 마르코 - 스도우상의 아내 역

### 연예인
- 니시다 토시유키 - 죽고 싶은 엔카 가수/토쿠가와 젠부 역
- 카라사와 토시아키 - 아카마루 주이치 역
- 카지와라 젠 - 엔카 가수의 심부름꾼/비토 역
- 테라지마 스스무 - 스페인 마술사/코치 조세 역
- 유 - 불행한 가수/사쿠라 체리 역
- 이케다 나루시 댄서/오일리 스가와라 역

외

## 스태프
- 각본·감독 : 미타니 코키
- 음악 : 혼마 유스케
- 제작 : 카메야마 치히로 (후지 TV), 시마타니 요시나리 (토호)
- 제작 프로덕션 : 크로스 미디어
- 이그제큐티브 프로듀서 : 이시하라 타카시, 사쿠라 칸지로
- 프로듀서 : 시게오카 유미코, 오가와 타이, 이치모리 미나미
- 라인 프로듀서 : 고바야시 타케시
- 촬영 : 야마모토 히데오 (J.S.C.)
- 미술 : 타네 요헤이
- 조명 : 오노 아키라
- 녹음 : 세가와 테츠오
- 편집 : 우에노 쇼이치
- 스크립터 : 토가와 에미코
- 조감독 : 이시카와 히사
- 제작 담당 : 모리사키 유지
- 스타일리스트 : 카츠마타 준코
- 의상 : 도리 타츠야
- 메이크업 : 다나카 마리코
- 특수 분장 : 에가와 에츠코
- 음향 효과 : 쿠라하시시즈오 (사운드 박스)

### 음악
- 삽입곡 : 〈천국 태어나다(天国うまれ)〉 - 노래 : 타다노 켄지 역 (카토리 싱고)
- 삽입곡 : 〈If My Friends Could See Me Now!〉 - 노래 : 사쿠라 체리 역 (유)